# Drei Fragen

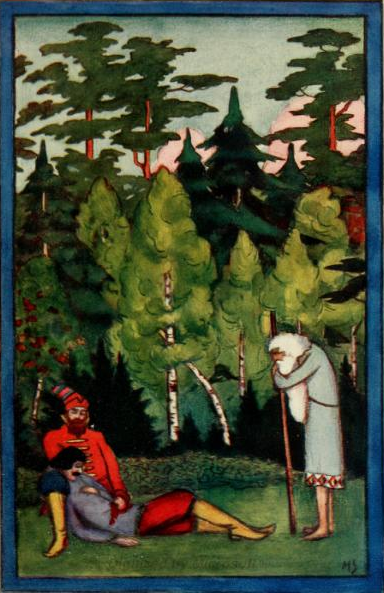
Illustration zu dem Märchen
Drei Fragen.
Illustrator: Michael Sevier (anno 1916)

Drei Fragen, auch Die drei Fragen (russisch Три вопроса, Tri woprossa), ist ein Märchen von Lew Tolstoi, dessen Niederschrift am 22. Juli 1903 vollendet wurde und das im selben Jahr im Sankt Petersburger Buchverlag  Posrednik mit Illustrationen von Nadeschda Iwanowna Grischina erschien.

## Inhalt
Es war einmal ein König, der immer alles richtig machen wollte. Der versprach demjenigen im Reiche eine Belohnung, der wusste, mit wem, wann welches Geschäft zu erledigen sei. Die mannigfachen klugen Antworten der Koryphäen aus Religion, Kriegskunst und anderen Wissensbereichen konnten den König nicht so richtig zufriedenstellen. Sämtliche Beantworter gingen leer aus.
Der König ließ nicht locker und begab sich zu einem Einsiedler. Seine Leibwache ließ er am Waldrand zurück und ging allein weiter. Der gebrechliche Greis grub vor seiner Klause das Gemüsebeet um. Weil der Einsiedler auf die drei Fragen nicht antwortete, erledigte der rüstige König die Gartenarbeit. Ein bärtiger Mann kam atemlos angehastet und schleppte sich blutend bis zur Klause. Der König legte den Spaten beiseite und leistete Erste Hilfe. Es stellte sich heraus, der Ankömmling war ein potentieller Königsmörder, dem das Vermögen von den Beamten des Königs beschlagnahmt und dessen Bruder hingerichtet worden war. Die Leibwache hatte den Angreifer erkannt und schwer verwundet.
Bevor der König seiner Wege ging, forderte er vom Einsiedler noch einmal Antwort auf seine drei Fragen. Ganz einfach erwiderte der alte Mann und nahm als Beispiel den verhinderten Königsmord. Welches Geschäft ist das wichtigste? Das Beetegraben – also das Gute tun. Denn sonst wäre der König womöglich zurückgegangen und unterwegs ermordet worden. Welcher Geschäftspartner ist der richtige? Der, mit dem der König es gerade zu tun hat – also der Einsiedler. Und wann ist ein Geschäft zu erledigen? Eben im Augenblick. Denn der Augenblick ist der einzige Zeitpunkt, in dem der Mensch Herr über sich selbst ist.